# Franz Josef Adam Ignaz von Dürfeld
Franz Josef Adam Ignaz von Dürfeld (* 15. März 1766 in Wien; † 24. Februar 1812 ebenda) war königlich kaiserlicher österreichischer wirklicher Hofrat.

## Leben
Franz Josef Adam Ignaz war der Sohn des Antonius Ignatius (Ignaz) von Dürfeld (* 7. Oktober 1726 in Baden–Baden; † 13. Mai 1806 in Wien), königlich kaiserlicher Hofrat und der Maria Elisabeth Edle von Mayer (1743–1829). Sein Ur-Ur-Ur-Ur-Großvater war Christoph von Dürfeld, welcher in Speyer als Rechtswissenschaftler aufgetreten ist.
Franz Josef machte Karriere in österreichischen Diensten. 1777 bis 1784 war er Rentmeister in Ortenau. Anschließend 1784–1788 Oberamtsrat und Rentmeister in Ortenau.
1794 war er an der Präsidialkanzlei zu Freiburg und 1796 bis 1799 beim Landespräsidium in Freiburg angestellt, wobei er 1798–1799 auch Landvogt beim Oberamt Stockach war.
Österreich vertrat er im November 1797 wegen Tettnang und Langenargen sowie Hohenems auf einem allgemeinen Kreistag in Augsburg.
Er wurde 1798 Mitglied des königlichen kaiserlichen Oberamts der Landgrafschaft Nellenburg zu Stockach, wo er von 1798 bis 1803 als Oberamtsdirektor amtierte.
1803 wurde er zum Regierungs- und Kammerrat der erzherzoglich breisgauischen Regierung ernannt und kam danach als Verbindungsmann der Regierung zum Erzherzog nach Wien.
Mit Ende des Alten Reiches (HRR) war er ab 1807 königlich kaiserlicher wirklicher Hofrat.

## Familie
Franz Josef war zweimal verheiratet. (I) am 29. April 1794 in Wien mit Maria Theresia (* 11. Februar 1769 in Wien; † 21. Juni 1795 ebenda), Tochter von Josef Hackher zu Hart, königlich kaiserlicher wirklicher Hofrat und St. Stefan-Ordensritter, und Anna Maria Edle von Henschel († 29. Januar 1792 in Wien); sowie (II) am 20. November 1796 mit Maria Aloisia Franziska (* Oktober 1770), der Tochter von Johann Paul (Plezger) Edler von Wildburg, welcher am 2. Oktober 1769 in den Ritterstand erhoben wurde, und der Maria Theresia Aicher von Aicherau. Die Kinder beider Ehen waren:
- (I) Maria Theresia von Dürfeld (* 16. Juni 1795 in Wien; † 30. Juni 1874 ebenda) ⚭ 24. April 1814 in Wien mit Josef Ritter von Hauer (1778–1863), Vizepräsident der allgemeinen Hofkammer
- (II) Ludwig von Dürfeld (1800 in Wien; † 16. August 1865 in Wien), königlich kaiserlicher Rechnungsoffizial der Staatskredit- und Zentralhofbuchhaltung.[7]
- (II) Josef Freiherr von Dürfeld (* 14. März 1803 in Wien; † 28. April 1869 in Linz an der Donau), königlich kaiserlicher Feldmarschall–Leutnant ⚭ Marie Arioli Edle von Morkowitz (* 30. März 1830 in Markowitz; † 30. Mai 1905 in Gries bei Bozen), Tochter von Johann Arioli Ritter und Edler von Morkowitz und der Emilie Freiin von Puthon. Sie hatten 8 Kinder.
- (II) Freiin Marie von Dürfeld (* 1805 in Wien; 15. Februar 1870 in Döbling) ⚭ Rudolf Freiherr von Erggelet (1800–1882), Bankier und Direktor der königlich kaiserlichen Nationalbank in Wien.
- (II) Josef Moriz von Dürfeld (* 25. Dezember 1807 in Wien; † 24, Mai 1889 ebenda),  Einreichungsprotokolldirektor beim vormaligen königlich kaiserlichen Handelsministerium ⚭ Marie Freiin Brenner von Felsach (12. April 1812; † 5. Juni 1896 in Wien), Tochter von Ignaz Freiherr Brenner von Felsach und der Elisabeth Freiin Münch von Bellinghausen
  - Adolf von Dürfeld (* 9. Mai 1836 in Wien; † 30. April 1909 ebenda), königlich kaiserlicher Landesgerichtsrat  ⚭ 8. Juni 1872 Wien mit Friederike Johanna Maria Faber (* 18. März 1845 in Wien), Tochter von Fabrikbesitzers Moriz Faber und der Friederike Vorhauser.
  - Gustav Rudolf Moriz Ludwig Josef Martin von Dürfeld (* 7. April 1838 in Wien; † 12. Januar 1916 ebenda), königlich kaiserlicher Rittmeister ⚭ 16. August 1865 mit Anna Josefa Freiin Remekházy von Gurahoncz, Tochter von Dr. jur. et phil. königlich kaiserlicher Truchseß Josef Freiherr Remekházy von Gurahoncz und Josefine Freiin Dietrich von Landsee.